# Rutherford (cràter)
|  | No s'ha de confondre amb Rutherford (cràter marcià) o Rutherfurd (cràter). |

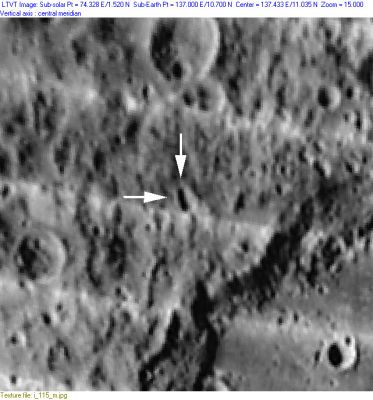
Les fletxes indiquen la posició de Rutherford. (Fotografia de la missió Lunar Orbiter 1).

Rutherford és un petit cràter d'impacte pertanyent a la cara oculta de la Lluna, situat just al nord-nord-oest de l'enorme plana emmurallada del cràter Mendeléiev. A l'est de Rutherford s'hi troba el diminut cràter Glauber, i a l'oest-nord-oest s'hi troba Hoffmeister.

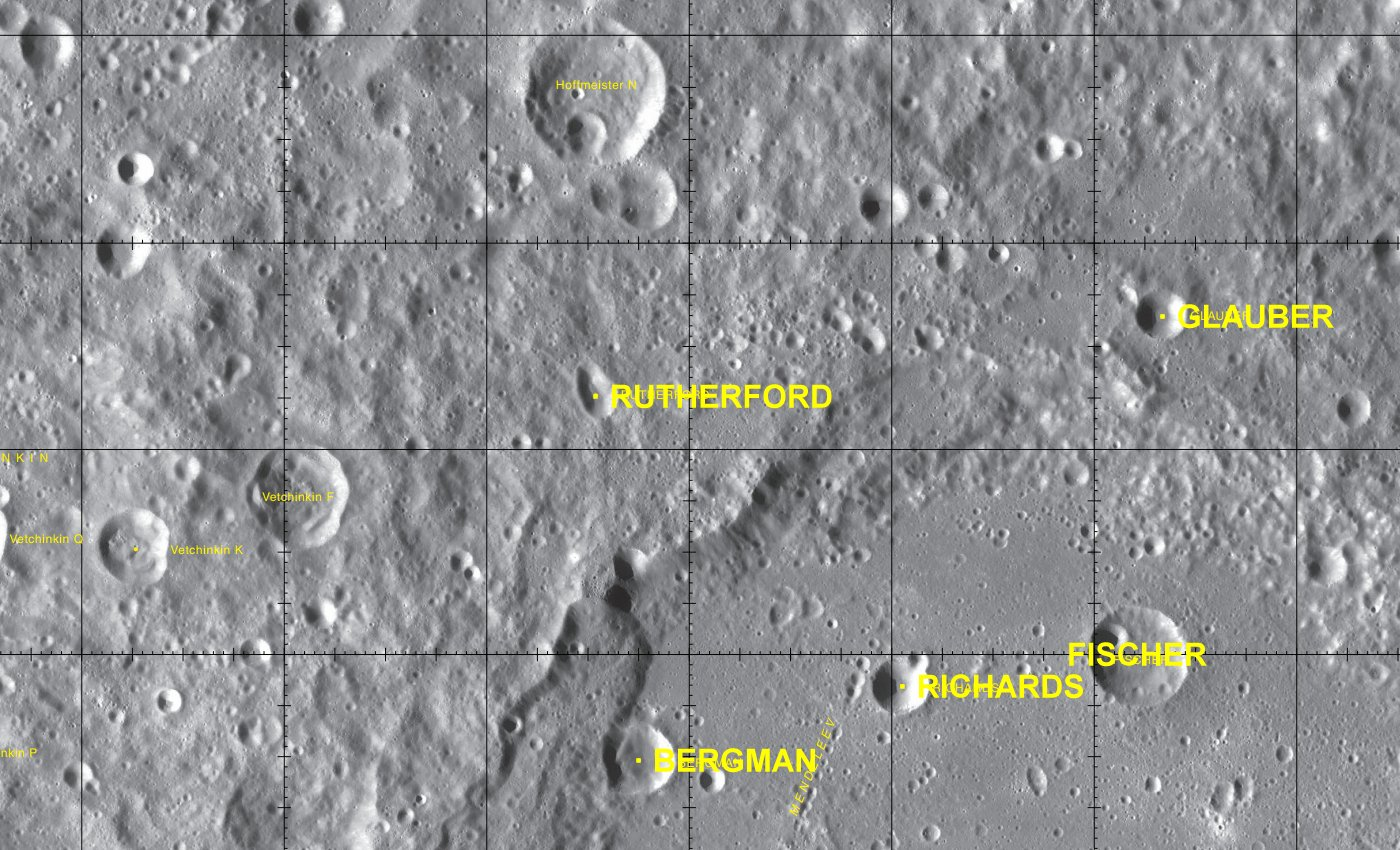
Localització de Rutherford (al centre de la imatge)

Aquest cràter té un contorn aproximadament en forma de pera, amb al tram allargat en l'extrem nord-nord-oest. El contorn de la vora està ben definit i les parets internes són talussos simples que voregen regularment la petita plataforma interior.
No ha de confondre's amb Rutherfurd, un altre cràter lunar situat a l'interior del gran cràter Clavius.